# افضل‌گره
افضل‌گره (به انگلیسی: Afzalgarh) یک منطقهٔ مسکونی در هند است که در Bijnor district واقع شده‌است.

## خصوصیات
افضل‌گره  ۲۴٬۹۵۴ نفر جمعیت دارد و ۲۱۲ متر بالاتر از سطح دریا واقع شده‌است.